# William Worth Dickerson
William Worth Dickerson (* 29. November 1851 in Sherman, Grant County, Kentucky; † 31. Januar 1923 in Cincinnati, Ohio) war ein US-amerikanischer Politiker. Zwischen 1890 und 1893 vertrat er den Bundesstaat Kentucky im US-Repräsentantenhaus.

## Werdegang
William Dickerson besuchte die öffentlichen Schulen seiner Heimat und danach eine Privatschule in Crittenden. Nach einem anschließenden Jurastudium und seiner 1872 erfolgten Zulassung als Rechtsanwalt begann er in Williamstown in diesem Beruf zu arbeiten. Zwischen 1872 und 1876 war er Staatsanwalt im Grant County.
Dickerson war Mitglied der Demokratischen Partei. Zwischen 1885 und 1887 saß er als Abgeordneter im Repräsentantenhaus von Kentucky; von 1887 bis 1891 gehörte er dem Staatssenat an. Nach dem Rücktritt des Abgeordneten John Griffin Carlisle wurde er bei der fälligen Nachwahl im sechsten Wahlbezirk von Kentucky als dessen Nachfolger in das US-Repräsentantenhaus in Washington, D.C. gewählt, wo er am 21. Juni 1890 sein neues Mandat antrat. Nachdem er bei den regulären Kongresswahlen des Jahres 1890 bestätigt worden war, konnte er bis zum 3. März 1893 im Kongress verbleiben.
Für die Wahlen des Jahres 1892 wurde William Dickerson von seiner Partei nicht mehr für eine weitere Amtszeit nominiert. Danach praktizierte er wieder als Anwalt in Williamstown. Im Jahr 1902 zog er nach Cincinnati, wo er ebenfalls in diesem Beruf arbeitete. Dort ist er am 31. Januar 1923 auch verstorben.